# Besenyőd
Besenyőd är en ort (by) i provinsen Szabolcs-Szatmár-Bereg i östra Ungern. Orten har 688 invånare (2024), på en yta av 9,45 km². Den ligger cirka 22 kilometer öster om Nyíregyháza.